# 2012年肯尼亚警用直升机坠毁事件
2012年6月10日，一架肯尼亚警用直升机在该国首都内罗毕附近的山中坠毁。机上6人全部死亡，其中包括该国内政安全部长乔治·塞托迪。

## 事故过程
这架直升机于当地时间8:32从威尔逊机场出发，载有两名警方飞行员和四名乘客（两名政府官员及他们的保镖）。直升机最后一次无线电联系是在起飞五分钟后。又过了五分钟，即当地时间8:42左右，飞机从雷达画面上消失。直升机在内罗毕郊外的森林坠毁，机上所有人员遇难。肯尼亚交通部长阿莫斯·基穆恩雅称事发时天气正常，能见度为8公里。

## 航机相关
本次失事的欧直AS350松鼠一型直升机注册编号5Y-CDT，于2011年出厂，次年12月由肯尼亚警方购买以替代米-17直升机，在此之前飞行时长不足100小时，自加入警方力量起，累计飞行了约240小时。

## 事后调查
由大法官卡帕纳·拉瓦尔领衔的调查组于2013年2月28日提交了调查报告。报告指出，事故可能是由直升机在恶劣天气导致的低能见度下失去控制引起。